# Giống thỏ

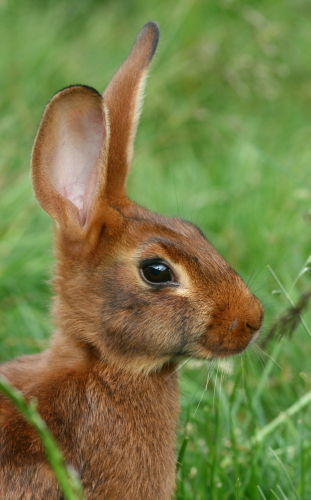
Một con thỏ Bỉ nâu

Giống thỏ là tập hợp các giống thuần chủng (rặc giòng) của các loại thỏ nhà. Có nhiều giống thỏ đa dạng được hình thành thông thông qua việc chọn giống hay chọn lọc tự nhiên. Nhiều giống được công nhận bởi các tổ chức như Hiệp hội các nhà chọn giống thỏ của Mỹ (ARBA) hoặc Hội đồng Thỏ của Anh (BRC). Các giống thỏ được chọn lọc để phục vụ cho các mục đích khác nhau trong quá trình nuôi thỏ như thỏ lấy thịt thỏ, thỏ làm thú cưng, thỏ lấy len.

## Tổng quan
Thỏ nhà được nuôi hiện nay trên thế giới phần lớn có nguồn gốc từ sự lai tạo thỏ rừng Châu Âu và Châu Phi từ thời Trung Cổ. Sau quá trình thuần hoá lâu dài, trên thế giới có khoảng trên 80 giống thỏ. Ở nước Mỹ, hiệp hội chăn nuôi thỏ (ARBA) là một nguồn cung cấp vật nuôi kiểng và giống thương mại có giá trị. ARBA xác nhận có 47 giống thỏ nhà khác nhau, Trianta và Mini Satin là 2 giống được thừa nhận gần nhất vào năm 2006. Ở Vương quốc Anh, Hội đồng thỏ Anh cũng cung cấp những thông tin có giá trị. Những giống thỏ nổi tiếng là thỏ Mỹ.

## Phân loại
Các giống thỏ được phân loại theo các tiêu chí khác nhau, có thể kể đến một số tiêu chí cơ bản như:
- Phân loại theo trọng lượng: Căn cứ vào tầm vóc và trọng lượng của các giống thỏ, người ta chia thỏ ra thành các mức: Thỏ khổng lồ, loại to con, loại trung bình và loại thỏ lùn (mini). 
  - Thỏ khổng lồ (Giant) hay còn gọi là thỏ tầm đại, thỏ gộc: Là các giống thỏ có trọng lượng trên 5 kg như các giống phổ biến gồm: Thỏ Pháp khổng lồ (Flemish Giant), thỏ mắt kiếng (Checkered Giant), thỏ tai cụp Pháp (French Lop), thỏ Chinchilla (Giant Chinchilla), thỏ trắng lớn Bauxcat và thỏ Flandra (Pháp) trọng lượng 6,5 – 6,8 kg, thỏ trắng Belie (Pháp), Thỏ trắng Nga, thỏ Flandrơ (Pháp), thỏ đại bạch Hung, thỏ khoang Đức, thỏ lam Nga, thỏ Panon. Các giống này to con, mình dài, nặng 6–9 kg, đẻ ít, nuôi con vụng, ăn nhiều, thịt không ngon.
  - Thỏ to con: Là các giống thỏ có trọng lượng từ 4 kg đến 5 kg như các thỏ giống Mỹ (American rabbit), thỏ tai cụp Anh (English Lop), thỏ California, thỏ Satin, thỏ Neroxeland.
  - Thỏ trung bình hay còn gọi là thỏ tầm trung: Là các giống thỏ có trọng lượng từ 2,7 kg đến 4 kg, có khoảng 12 loại như thỏ trắng New Zealand, thỏ đen Mỹ (American Sable), thỏ Bỉ (Belgian Hare), thỏ Angora Anh (English Agora), thỏ Rex, thỏ Chinchilla tiêu chuẩn (Standard Chinchilla). Các giống này có năng suất cao nhất cả về sinh sản và cho thịt, rất phù hợp với hướng nuôI lấy thịt. Hiện nay 70-80% tổng đàn thỏ trên thế giới là nhóm giống này.
  - Thỏ nhỏ con (thỏ mini) hay còn gọi là thỏ tầm tiểu: Là các giống thỏ có trọng lượng từ 0,9 kg đến 2,7 kg có khoảng 15 loại như: thỏ tai cụp Mỹ (American Fuzzy Lop), thỏ Britania Petite, thỏ Havana Hà Lan (Dutch Havana), thỏ Himalaya, thỏ tai cụp cỡ nhỏ (Minilop), thỏ lông nâu (Tan), thỏ ánh bạc (Silver), thỏ nội. Thỏ nhỏ con, nhẹ cân (2–3 kg), ăn ít nhưng đẻ nhiều, khéo nuôi con.
- Phân loại căn cứ theo mục đích sử dụng thì có thể chia thỏ thành 3 nhóm giống như sau:
  - Thỏ lấy thịt hay thỏ thịt, thỏ hướng thịt: Các giống thỏ này lông ngắn, cứng, chóng lớn, nặng cân, cho thịt nhiều. Các giống phổ biến hiện nay là thỏ trắng New Zealand, thỏ California, thỏ Mỹ, Thỏ Pháp khổng lồ, thỏ Panon, thỏ ta.
  - Thỏ lấy lông: Là các giống thỏ chuyên cho lông, chúng nhẹ cân (2,5-3,5 kg), lông mềm, dài, mọc liên tục, mỗi năm cắt 4-5 lần. Tiêu biểu cho nhóm giống này là thỏ Angora, thỏ Jersey lông dài.
  - Thỏ làm cảnh hay còn gọi là thỏ kiểng, thỏ cưng: Là các giống thỏ có hình thù và màu sắc lông đặc biệt, có ngoại hình dễ thương và chúng còn có tính tính hiền lành, sống được trong môi trường căn hộ: Các giống thỏ thông dụng làm kiểng thư thỏ tai cụp, thỏ sư tử, thỏ ánh bạc, thỏ lưu ly.
- Phân loại qua sắc lông đặc trưng của từng giống như: loại lông thường, loại lông xù, loại lông ngắn, loại lông có màu sắc óng ánh. Hoặc phân loại qua hình dáng tai gồm các giống thỏ tai dựng bình thường và thỏ tai cụp (tai lòng thòng).

### Chọn lựa

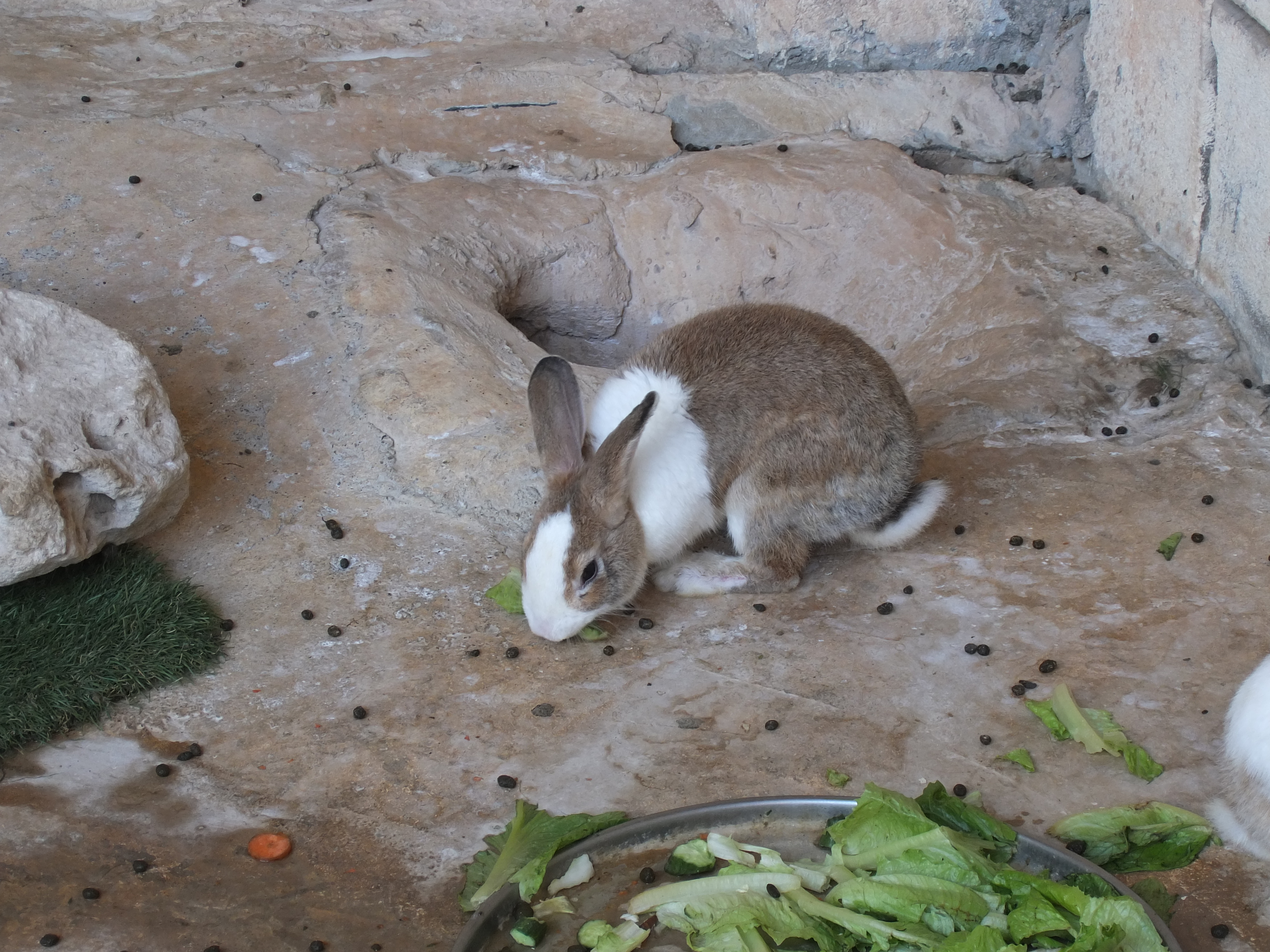
Một giống thỏ

Việc người nuôi cần chọn giống gì, loại to nhỏ cỡ nào là tuỳ vào sở thích và sự tính toán kinh tế của mình. Thông thường khi nuôi làm cảnh (hay kinh doanh thỏ giống làm cảnh) nhiều người chọn nuôi các giống thỏ con và giống khổng lồ. Con thỏ có thân mình nhỏ thó dưới 1 kg và con thỏ to như con chó 9–10 kg đối với người thích nuôi thỏ làm cảnh đều có vẻ đẹp riêng. Còn giới sản xuất thỏ giống chuyên dụng thịt, da, lông thì chọn loại thỏ trung bình và thỏ to con.
Riêng tại Việt Nam, hiện nay không còn giống thỏ thuần, phần lớn bị lai tạp, chỉ có 3 giống chính là Thỏ trắng Tân Tây Lan lai Việt Nam (nhập từ Hungari (1978), thỏ ta (thỏ xám Việt Nam, thỏ đen Việt Nam). Dựa vào tầm vóc cơ thể, người ta chia thỏ thành ba nhóm giống: Thỏ lai thường được lai tạo từ các giống lớn như thỏ New Zealand, thỏ Flemish Giant, còn gọi là thỏ Pháp nên cũng lớn con và hợp phong thổ, dễ nuôi.
Từ năm 1975 trở về sau, nhiều giống thỏ tốt có nguồn gốc từ Mỹ, Pháp, New Zealand, Hungary ... được nhập về nhiều. Và các giống thỏ đa số thuộc loại to con này đang được nhiều trại thỏ chọn nuôi, đồng thời lai tạo để cho ra nhiều giống mới có năng suất cao hơn.